# Бабилон Хорс
Бабилон Хорс (на английски: Babylon Whores) е детрок и метъл група, водеща началото си от Финландия, където Ике Вил и Еуо Мейкем се събират през 1994 година. Към 2006 г. групата е издала два сингъла, три ий-пи-та и три албума. Обликът им флуктуира от суровия и пънкарски стил до по-завършена естетика, в която китарните мелодии са по-комплексни, и често се правят сравнения с Данциг и Мана Мана. Текстовете им заимстват от мистиката и окултизма.
Еуо Похьола е понастоящем мениджър на финландската симфоничен метъл група Найтуиш. Ике Вил има участие в песента им The Kinslayer. Към 2006 г. групата е в творческа пауза. На 31 март 2007 г. групата изнася изненадващ концерт под името Бабилон Хорс (horse вместо оригиналното whores) в Хелзинки, Финландия.
През 2012 г. Ике Вил сформира нова група, озаглавена Sleep of Monsters.